# Nanocladius bicolor
Nanocladius bicolor är en tvåvingeart som först beskrevs av Zetterstedt 1838.  Nanocladius bicolor ingår i släktet Nanocladius och familjen fjädermyggor.
Artens utbredningsområde är Northwest Territories, Kanada. Inga underarter finns listade i Catalogue of Life.